# Spanische Staatsangehörigkeit

Spanischer Reisepass

Die spanische Staatsangehörigkeit (spanisch nacionalidad española) bestimmt die rechtliche Zugehörigkeit einer Person zum Staatsverband des Königreichs Spanien mit den zugehörigen Rechten und Pflichten. Die radikalen Änderungen der Staatsform im 19. und 20. Jahrhundert hatten kaum Auswirkungen auf das Staatsangehörigkeitsrecht. Die Weitervererbung folgt hauptsächlich dem Abstammungsprinzip (lateinisch ius sanguinis). Unterschieden wird zwischen „Spaniern durch Geburt/Abstammung“ und Eingebürgerten, die geringen rechtlichen Benachteiligungen unterworfen sind.

## Historisch

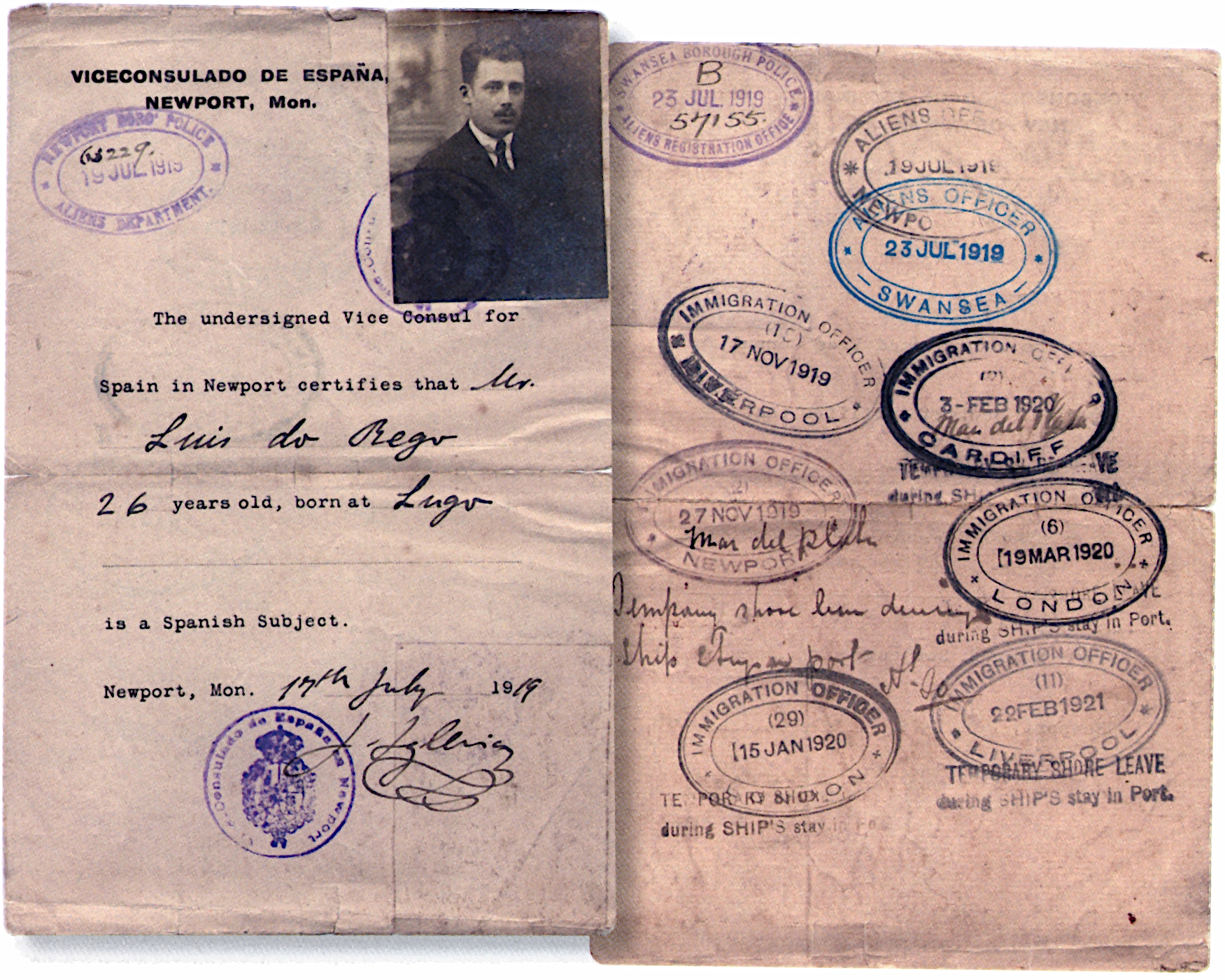
Staatsangehörigkeitsbescheinigung eines Spaniers, ausgestellt im Vizekonsulat von Newport, Mon., am 19. Juli 1919. Genutzt als Einreisedokument für Großbritannien 1920/1

Beginnend mit der kurzlebigen Verfassung von Cádiz von 1812, die sich in ihrer Unterscheidung von Bürgern und Staatsangehörigen konkret an den Regelungen der ersten französischen Revolutionsverfassung von 1791 orientierte, enthielt jede der nachfolgenden spanischen Verfassungen seither einen Artikel zur Staatsbürgerschaft.
Das den Art. 5 der Verfassung 1812 ergänzende Dekret vom 13. April 1813 bestimmte die Form der Einbürgerungsurkunden (carta de naturaleza) und Staatsbürgerschaftsurkunden (carta de ciudadano). Ausländer waren z. B. von Beamten- und geistlichen Stellungen ausgeschlossen. Der Erwerb eines Ortbürgerrechts führte unabhängig von den nationalen Vorschriften bis 1916 automatisch zum Erwerb der spanischen Staatsbürgerschaft.
Standesamtliche Verzeichnisse, das Registro Civil, wurden auf Gemeindeebene erstmals 1841 eingeführt. Die heutige Form geht auf das Registergesetz von 1871 zurück.
Mit den unabhängig gewordenen Kolonien in Südamerika schloss man ab den 1850er Jahren Abkommen, die auf Gegenseitigkeit den jeweiligen Staatsangehörigen bevorzugte Behandlung zusicherten. Für Portugiesen, Brasilianer und Hispano-Amerikaner galt eine verkürzte Einbürgerungsfrist von zwei Jahren. Spanier, die ihre Staatsangehörigkeit (neben der des Aufenthaltslandes) behalten wollten, hatten sich beim spanischen Konsulat anzumelden.

### Zivilgesetzbuch 1889 und Verfassung 1931
Die im Zivilgesetzbuch 1889 eingeführten Regeln, zusammen mit denen in den jeweiligen Verfassungen, hier beispielhaft die von 1931, blieben bis 1954 im Kern unverändert. Allerdings gab es Änderungen der Bestimmungen im Ausländer- und Standesamtsregistergesetz sowie einige andere Verordnungen, die sich indirekt auswirkten.
Minderjährige Kinder folgten der Staatsangehörigkeit der Eltern. Nach dem Zivilgesetzbuch 1889 wurden in Spanien geborene Kinder automatisch Spanier (ius soli; Art. 17). Sie mussten jedoch bei Volljährigkeit unter Aufgabe andrer Staatsbürgerschaften für die spanische optieren (Art. 18-9). Dies wurde im Laufe der Zeit immer mehr eingeschränkt. Gewohnheitsrechtlich erlangten Kinder die Staatsangehörigkeit auch durch Geburt an Bord eines spanischen Schiffes oder Vaterschaftsanerkennung; für Adoptionen galt dies nur bis 1943.
Kleinere Änderungen der republikanischen Zeit 1931-6 sollten vor allem (Nachfahren von) im Ausland lebende(n) Spanier(n) die Beibehaltung erleichtern, auch wenn dann Doppelstaatlichkeit häufiger vorkam. Ebenso gab es Änderungen im Sinne der Gleichberechtigung von Frauen.
Bis 1954 galt: „Spanier sind:
1. die Kinder spanischer Eltern (d.h. eines spanischen Elternteils), die innerhalb oder außerhalb Spaniens geboren sind,
2. die Kinder eines ausländischen Vaters, die in Spanien geboren sind, wenn sie für die spanische Staatsangehörigkeit in der gesetzlich vorgeschriebenen Form optieren,
3. die in Spanien geborenen Kinder unbekannter Eltern [d.i. Findelkinder],
4. die Ausländer, die im Besitze einer Naturalisationsurkunde sind und diejenigen, die ohne im Besitz einer Naturalisationsurkunde zu sein, das Bürgerrecht in irgendeiner Gemeinde der Republik in der gesetzlich vorgeschriebenen Form und unter den gesetzlichen Bedingungen erworben haben.

Die Ausländerin, die einen Spanier heiratet, behielt ihre ursprüngliche Staatsangehörigkeit oder sie erwirbt die Staatsangehörigkeit ihres Mannes auf Grund einer in Übereinstimmung mit den internationalen Verträgen gesetzlich geregelten Option.
Art. 22: Eine Spanierin, die einen Ausländer heiratet, erwirbt die ihres Mannes unter Verlust der spanischen.
Art. 23: Ein besonderes Gesetz soll das Verfahren zum Erwerb der Staatsangehörigkeit für diejenigen Personen erleichtern, die spanischen Ursprungs sind und im Ausland ihren Wohnsitz haben.
Art. 24: Die spanische Staatsangehörigkeit wird verloren:
1. durch Eintritt in den militärischen Dienst einer ausländischen Macht ohne Erlaubnis des spanischen Staates oder durch Annahme einer Beamten- oder Richterstellung bei einer anderen Regierung;
2. durch freiwilligen Erwerb einer ausländischen Staatsangehörigkeit.

Auf Grund tatsächlich bestehender internationaler Gegenseitigkeit können die portugiesischen Staatsangehörigen und die Angehörigen der spanischen Staaten Amerikas, mit Einschluss von Brasilien, auf Antrag das spanische Bürgerrecht erwerben, ohne ihre Staatsangehörigkeit zu verlieren oder zu verändern, wenn sie in Spanien ihren Wohnsitz haben. Die Erfordernisse und das Verfahren werden durch ein Gesetz geregelt.

In diesen Staaten können sich, selbst wenn die Gegenseitigkeit nicht gewahrt ist, Spanier naturalisieren lassen, ohne die spanische Staatsangehörigkeit
zu verlieren, sofern dies nicht dem Gesetz des betreffenden ausländischen Staates widerspricht.“
Neubürger hatten einen Treueid auf die Verfassung zu leisten.
Im Ausland wohnende Spanier mussten sich beim zuständigen Konsulat anmelden. Für die der 3. Generation wurde es insofern zwingend, als dass nur so ihre spanische Staatsbürgerschaft erhalten blieb. Wiedererwerb war durch Erklärung am Standesamt möglich, wenn ein vormals spanischer Bürger (bzw. vormals ausländisch verheiratete Ehefrau) in der Heimat wieder einen Wohnsitz genommen hatte. Ähnliches galt auch für in Spanien geborene Personen, die als Kind wegen Staatsangehörigkeitswechsel der Eltern ihre spanische verloren hatten.
Zivilgesetzbuch 1954
Die Änderungen des Jahres 1954 spiegelte das katholisch-reaktionär geprägte Weltbild der Franco-Ära wider. So wurde nun die Staatsangehörigkeit zuvörderst über den Vater vererbt. Einheiratende Ausländerinnen wurden automatisch Spanierinnen. Für ausländische Ehemänner galt die verkürzte Zweijahresfrist. Das allgemeine Geburtsortsprinzip mit Option schaffte man ab. Doppeltes ius soli galt nur, wenn beide ausländischen Elternteile in Spanien geboren waren und hier wohnten. Wer freiwillig eine andere Staatsangehörigkeit erworben hat, verlor, außer im Kriegsfall, die spanische. Wurde eine lateinamerikanische oder die philippinische Staatsbürgerschaft erworben, blieb die spanische bestehen.
Eingeführt wurden Optionsmöglichkeiten für in Spanien geborene Ausländerkinder und Kinder von Personen, die ihre spanische Staatsbürgerschaft verloren hatten. Entsprechende Erklärungen waren innerhalb eines Jahres nach Erreichen der Volljährigkeit beim örtlich zuständigen Standesamt oder Konsulat abzugeben.
Einbürgerungen, als Ermessensentscheidung des Jefe del Estado, erstreckten sich nun auf Frau (bis 1975) und minderjährige Kinder. Fremde Staatsbürgerschaften waren aufzugeben und ein Treueid zu leisten. Normalerweise waren zehn Jahre Wohnsitz im Lande nötig. Für Personen, die wirtschaftlich oder kulturell wichtig waren, konnte diese Frist auf zwei Jahre verkürzt werden. Für Lateinamerikaner, Philippinos und Personen mit spanischem Ehepartner genügten zwei Jahre.
Das Registergesetz wurde 1957 angepasst. Einbürgerungen waren weiterhin dort einzutragen.
Zwischen 1959 und 1979 wurden mit zwölf ibero-amerikanischen Ländern neue Abkommen unterzeichnet, die die gegenseitige bevorzugte Behandlung und doppelte Staatsangehörigkeit der jeweiligen Staatsbürger sicherte.

#### Statistik
Die vorhandenen Zahlen von Einbürgerungen zeigen jeweils für Fünf-Jahreszeiträume 1960/64: 767, 1965/69: 1162, 1970/74: 2204. Hierbei stammten ziemlich konstant die Hälfte aus Ländern der Europäischen Gemeinschaft in der damaligen Ausgestaltung.

### Ortsbürgerrecht

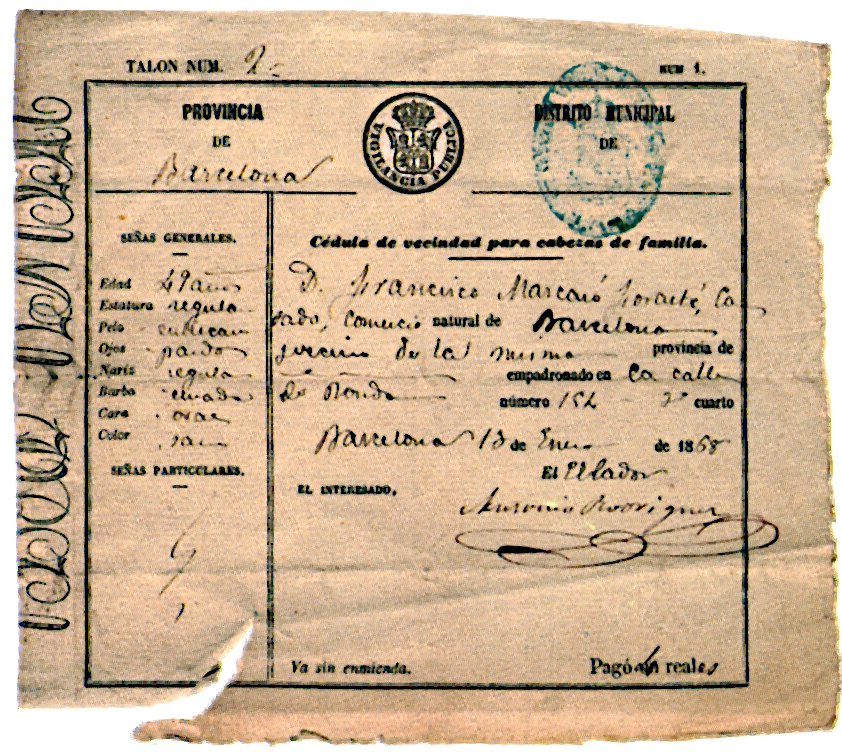
Heimatschein (cédula de vecindad) als Nachweis des Ortsbürgerrechts als Familienoberhaupt für einen Kaufmann aus Barcelona, 1868.

Der Erwerb eines Ortsbügerrechts (vecindad) durch einen Zugezogenen war gegebenenfalls automatisch mit dem Erwerb der spanischen Staatsbürgerschaft verbunden.
Geregelt war dies in Artikel 44 des Ausländergesetzes vom 17. November 1852. Die dort erwähnte Ausführungsvorschrift wurde nie erlassen. Feste Fristen und spezifische Vorschriften über die Ablegung des Treueeids hinaus gab es daher nicht. Auch andere Voraussetzungen, besonders die Wartezeit, wurden unterschiedlich und flexibel gehandhabt. Im Allgemeinen erwartete man eine gewisses Maß an Integration, z. B. Heirat und Kinder mit einer ortsansässigen Spanierin. Oft genügte der Besitz eines Gewerbebetriebs, den Ausländer nach den Bestimmungen des Gesetzes relativ leicht eröffnen konnten.
Gesetzesänderung 1916
Für die letztgenannten Integrierten führte man 1916 eine zwingende Wohnsitzerfordernis von fünf, für alle anderen zehn Jahre ein.
Der nun festgelegte Dienstweg eines beim örtlichen Gericht einzureichenden Einbürgerungsantrags erforderte Stellung- bzw. Kenntnisnahmen der Staatsanwaltschaft, des Zentralstandesamts, der Staatsminister und dem Staatsrat sowie dem Innenminister(ium), bevor es dann dem Justizminister zur endgültigen Genehmigung vorgelegt wurde. Erst danach genehmigte der örtlich zuständige Richter die standesamtliche Eintragung und veranlasste die Veröffentlichung im Amtsblatt. Zwar musste die Einbürgerung von Gesetzes wegen erfolgen, wenn alle Vorbedingungen erfüllt waren, gegen Ablehnungen war jedoch der Gerichtsweg nicht gegeben.
Effekt der Änderung 1916 war, dass es, durch Umkehr der Reihenfolge, keinen stillschweigenden Erwerb der spanischen Staatsbürgerschaft mehr gab, sondern diese nur noch nach ausdrücklicher Genehmigung erfolgte.
Unmittelbarer Anlass für die Einschränkung war das Einsickern einiger Tausend mitteleuropäischer Kriegsdienstvermeider, die sich durch den zügigen Erwerb der Staatsangehörigkeit des neutralen Spaniens in Sicherheit brachten.

### Kolonialreich seit 1898

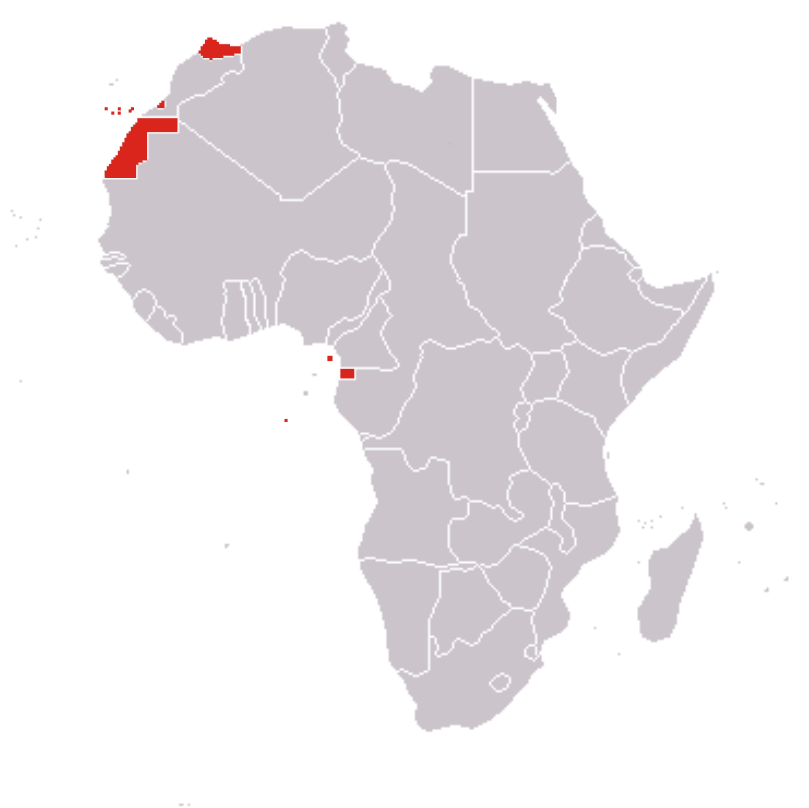
Spanische Gebiete in Afrika 1950.

Kuba, das mit der spanischen Verfassung von 1876 nach Ende des Langen Krieges (1868–1878) den Status einer den Mutterlandsprovinzen gleichgestellten Überseeprovinz erhalten hatte, fiel wie Puerto Rico und die Philippinen im Spanisch-Amerikanischen Krieg 1898 an die Vereinigten Staaten. Der Friedensvertrag von Paris 1898 enthielt kaum Klauseln zur Staatsbürgerschaft. Gebürtige Festlandspanier durften in den abgetretenen Gebieten leben bleiben. Nur sie, nicht die in den Kolonien Geborenen, hatten die Option, innerhalb eines Jahres ihre Loyalität zum spanischen König zu erklären. Die Spanien verbliebenen Inseln im Pazifik verkaufte man 1899 an das Deutsche Reich.
Die einheimischen Bewohner des 1912 errichteten Protektorats Spanisch-Marokkos blieben Untertanen des dortigen Sultans. Sephardische Untertanen konnten jedoch spezielle Ausweise erhalten, die ihren Status jenem der Europäer annäherte. 1931 verkürzte man die Einbürgerungswartezeit für Protektoratsbewohner auf zwei Jahre, statt der allgemeinen zehn. Kurz vor der von Spanien und Frankreich gewährten Unabhängigkeit Marokkos 1958 gestattete Spanien 1957 die Einbürgerung von Marokkanern, die im spanischen Mutterland lebten. Die Maßnahmen schlossen allerdings nicht die arabischen und berberischen Bewohner der in Nordafrika verbleibenden spanischen Hoheitsplätze Ceuta und Melilla ein, deren Status als spanische Staatsbürger erst Mitte der 1980er Jahre regularisiert wurde.
Die verbliebenen kolonialen Gebiete wurden in den 1950er Jahren zu Überseeprovinzen umgestaltet, deren Einwohner volle Bürgerrechte hatten, nämlich Spanisch-Guinea, das ab 1956 „Spanische Provinz im Golf von Guinea“ genannt und 1959 in drei Provinzen geteilt wurde, sowie Spanisch-Sahara, das von 1946 bis 1958 mit Ifni zur Kolonie Spanisch-Westafrika zusammengefasst war und ab 1958 „Spanische Provinz Sahara“ genannt wurde. Hinsichtlich der Einbürgerung Schwarzer in den Besitzungen am Golf von Guinea hatte man bereits Ende 1947 eine Sonderverordnung erlassen. Die Golfprovinzen wurden 1968 als Äquatorialguinea unabhängig. Dessen Einwohner wurden staatsangehörigkeitsrechtlich in Spanien 1977 den privilegierten ibero-amerikanischen Ausländern gleichgestellt. Ifni wurde 1969 marokkanisch. Die Staatsangehörigkeitsfrage der Bewohner der West-Sahara ist seit 1976 ungeklärt. Die meisten Sahrauis besitzen die marokkanische, algerische oder spanische Staatsangehörigkeit oder sind staatenlos.
Eine puerto-ricanische Staatsangehörigkeitsbescheinigung gilt in Spanien seit 2007 als Nachweis lateinamerikanischer Abstammung. Ihre Inhaber können im erleichterten Verfahren eingebürgert werden.

### Exilanten ab 1939
Die republikanische Exilregierung nach Ende des Spanischen Bürgerkrieges hatte zunächst in Paris ihren Sitz, ebenso wie die baskische Exilregierung schon seit 1936. Wegen der deutschen Besetzung Frankreichs im Zweiten Weltkrieg wich man 1940 nach Mexiko-Stadt aus. Die Exilregierung war nach Kriegsende 1945/46 noch von einigen mittelamerikanischen und osteuropäischen Regierungen anerkannt, jedoch von keiner Großmacht. Sie stellte weiterhin spanische Reisepässe aus.
Die nach dem Sieg Francos aus Spanien geflohenen Exilanten (trasterrados) wurden von diesem nicht ausgebürgert. Wer in den Weltkriegen in einem fremden Heer gedient hatte, konnte die spanische Staatsbürgerschaft nach Wohnsitznahme in Spanien auf Antrag mit staatlicher Genehmigung zurückerhalten (Rechtslage gem. Real Decreto vom 27. Juli 1919). Das Genehmigungserfordernis fiel durch eine Verordnung vom 11. Februar 1946 weg, auch auf die Voraussetzung der Wohnsitznahme wurde ab 12. September 1946 verzichtet. Der internationale diplomatische Boykott Franco-Spaniens endete 1953, zwei Jahre später folgte die Aufnahme des Landes in die UNO. Falls die Exilanten Spanier geblieben waren, konnten sie nun Dokumente in den Konsulaten erhalten. Die Verfolgung und systematische Unterdrückung politischer Gegner in Spanien hielt aber in den 1950er Jahren an, und die Teilung des Landes in Sieger und Besiegte blieb über Jahrzehnte hinweg zementiert.
In den 1990er Jahren bekundete die spanische Regierung ihren Willen, allen noch lebenden Interbrigadisten die spanische Staatsangehörigkeit zu verleihen.

## Seit 1975
Die Jahre 1974–77 brachten erstmals eine Nettozuwanderung, etwa dreihunderttausend Emigranten kehrten heim.

### Verfassung 1978
Die Verfassung enthält in Art. 11 ein generelles Verbot, gebürtigen Spaniern die Staatsangehörigkeit zu entziehen. Aus dem spanischen Strafgesetzbuch wurde die Möglichkeit eines Entzugs der Staatsbürgerschaft infolge Gerichtsurteil, die 1944 eingeführt worden war, allerdings erst 1995 entfernt. Art. 42 der Verfassung verpflichtet die Regierung, sich um den Schutz der Auslandsspanier zu bemühen und deren Rückkehr zu unterstützen. Seit 1985 gibt es als beratendes Organ den Auswanderungsrat (Consejo General de la Emigración).
Bei Eingebürgerten (nacionalidad por carta de naturaleza) ist der Entzug z. B. bei Dienst in einer fremden Armee oder als ausländischer Beamter weiterhin möglich. Ebenfalls kann bei Verurteilung wegen schweren Verbrechens und seit 1991 auch wegen betrügerischer Angaben im Verfahren eine Einbürgerung durch Gerichtsurteil rückgängig gemacht werden. 2003 kam der dreijährige Auslandsaufenthalt bei gleichzeitiger ausschließlicher Nutzung einer fremden Staatsbürgerschaft dazu.

### Zivilgesetzbuch
Die Bestimmungen über die Staatsangehörigkeit wurden schon 1975 im Sinne der Gleichberechtigung der Geschlechter und von unehelichen Kindern angepasst. Die Formulierungen wurden 1981 und 1991 noch einmal geschlechtsneutraler überarbeitet.

Indirekte Auswirkungen auf die Praxis des Staatsangehörigkeitserwerbs bzw. -verlustes hatten die Änderungen des spanischen Zivilgesetzbuches hinsichtlich der Gleichberechtigung der Frau im Jahr 1975, z. B. die Abschaffung der Notwendigkeit einer Erlaubnis des Ehemannes (licencia marital) zur Wirksamkeit von Rechtsgeschäften. Das Volljährigkeitsalter wurde im November 1978 auf 18 Jahre herabgesetzt. Seit 1981 ist die Ehescheidung möglich. Seit 2005 ist die gleichgeschlechtliche Ehe einschließlich der Möglichkeit zur gemeinsamen Adoption von Kindern im spanischen Recht verankert.
Doppelstaatlichkeit ist gebürtigen Spaniern gestattet, wenn sie innerhalb drei Jahren nach Annahme einer fremden Staatsangehörigkeit ihren Willen erklären, die spanische Nationalität behalten zu wollen. Aufgrund des in lateinamerikanischen Staaten starken Geburtsortsprinzip bei zugleich erleichtertem Zugang nach Spanien wurde die Beibehaltung und somit die gestattete Doppelstaatlichkeit erweitert um den Erwerb der andorranischen oder portugiesischen Staatsbürgerschaft sowie der von Äquatorialguinea oder wenn entsprechende Abkommen auf Gegenseitigkeit bestehen. Die Verpflichtung, einen Auslandswohnsitz beim Konsulat anzumelden entfiel. Die zahlreichen im Spanien lebenden Nachfahren nach Argentinien ausgewanderter Italiener, die nach italienischem Recht Anspruch auf einen italienischen Pass und somit eine EU-Niederlassungserlaubnis in Spanien haben, werden seit 2019 einbürgerungsrechtlich wie Argentinier behandelt und können daher schon nach der kürzeren Wartefrist von zwei Jahren legalem Aufenthalt eingebürgert werden. Aufenthaltsrechtlich werden sie weiter als EU-Bürger behandelt, was bereits 1992 der EuGH entschieden hatte.
Durch Geburt wird man Spanier (nacionalidad originaria):
- mit einem spanischen Elternteil, oder
- bei Geburt in Spanien als Kind eines in Spanien geborenen ausländischen Elternteils („doppeltes“ ius soli) oder
- wenn nach Heimatrecht keine andere Staatsbürgerschaft erworben wird oder Staatenlosigkeit entstünde.
- Findelkinder und, seit 1982, von Spaniern adoptierte Minderjährige.

Insofern es Optionsmöglichkeiten gibt, sind sie ggü. 1954 kaum verändert, allerdings wurden die Fristen 2003 auf zwei Jahre verlängert. Auslandsspanier mit spanischer Staatsbürgerschaft ab Geburt verlieren diese seit 1981 nicht mehr bei Volljährigkeit, wenn sie eine zweite Staatsangehörigkeit haben, sondern haben wie Neueingebürgerte drei Jahre Zeit für die Willenserklärung, Spanier bleiben zu wollen.
Einbürgerungsvoraussetzungen sind:
- Volljährigkeit (ab 14 eigenständiger Antrag, mit Zustimmung des gesetzlichen Vertreters)
- Zehn Jahre legaler dauerhafter Aufenthalt im Lande,[34] der auch bei Antragstellung vorliegen muss.
  - Bis 2018 durfte in dieser Zeit insgesamt sechs Monate Auslandsaufenthalt nicht überschritten werden. Seitdem darf die Dauer eines jeden Auslandsaufenthalts sechs Monate nicht überschreiten. (Für die erleichterten Einbürgerungen resp. drei Monate).
  - Für EU-Bürger beginnt die Frist ab Tag der Einreise, nicht erst mit der vorgeschriebenen Anmeldung beim Registro Central de Extranjeros.
- Guter Leumund und Verhalten (buena conducta cívica) sind nachzuweisen. Primär geschieht dies durch einen sauberen Strafregisterauszug, aber nicht alleine abhängig von letzterem sowie „hinreichende Integration“ in die spanische Gesellschaft.
  - Der CCSE ist ein vor wenigen Jahren eingeführter Einbürgerungstest zu Kultur, Geschichte, politischem System u.ä. Seit 2002 ist eine Sprachprüfung[35] (DELE A2, reformiert 2020) abzulegen, sofern der Antragsteller nicht mindestens einen spanischen Bildungsabschluss der Sekundarstufe erworben hat. Seit 2019 gibt es auch Erleichterungen für Senioren, Behinderte und Analphabeten.
  - Polygamie ist laut regelmäßiger Rechtsprechung ein Zeichen mangelnder Integration und daher Ablehnungsgrund.
- Aufgabe fremder Staatsangehörigkeiten (außer in den genannten Fällen).

Die zweijährige Wartefrist für erleichterte Einbürgerungen, analog den Regeln von 1954, gibt es für Lateinamerikaner usw. Seit 1981 ist die Frist für Ehepartner, Witwen, Optanten, die ihre Frist versäumt haben, Personen mit einem Großelternteil, der ab Geburt Spanier gewesen war, usw. auf ein Jahr verkürzt. Der anspruchsberechtigte Personenkreis wurde 1991 und 2003 geringfügig geändert.
Der Dienstweg beginnt mit der Antragstellung beim Registro Civil. Bei einem Beamten dort oder vor einem Richter erfolgt auch eine Anhörung, um die hinreichende Integration des Antragstellers festzustellen. Erfolgt hier eine positive Vorentscheidung, wird die Akte ans Justizministerium weitergeleitet, das ggf. weitere Unterlagen oder Berichte, z. B. von der Staatsanwaltschaft oder dem Geheimdienst (Centro Nacional de Inteligencia) anfordert. Danach wird der Antragsteller ggf. in die örtliche Polizeidienststelle zum Verhör vorgeladen. Nach Entscheidung im Justizministerium wir der Vorgang ans Standesamt zurückgereicht. Hierbei wird die vorgeschriebenen Bearbeitungsfrist von einem Jahr selten eingehalten. Ablehnungen aus Gründen der nationalen Sicherheit oder öffentlichen Interesses sind Ermessensfragen. Der Antragsteller hat nach positivem Bescheid innerhalb 180 Tagen persönlich zu erscheinen, um die Eintragung zu formalisieren. Der Treueeid wird naturgemäß seit 1982 auf König und Verfassung geleistet. In Sonderfällen kann durch den Justizminister Decreto Real veranlasst werden, das eine Einbürgerung ohne Vorbedingungen gestattet.
Durch falsche Angaben erschlichene Einbürgerungen können widerrufen werden. Die Verfassung verbietet Eingebürgerten als Vormund eines minderjährigen Königs tätig zu werden.
Verlustgründe sind, seit 1981, die freiwillige Annahme einer fremden Staatsangehörigkeit (als Volljähriger) nach mindestens dreijährigem Auslandsaufenthalt. Eine Entlassung kann auch durch erklärte Aufgabe geschehen, wenn dadurch keine Staatenlosigkeit eintritt. Entlassungen finden zu Kriegszeiten nicht statt.
Wiedererwerb durch Erklärung beim Standesamt ist (1981–91 „nach einem Jahr Aufenthalt in Spanien“), unter Aufgabe der anderen Staatsangehörigkeit, möglich sofern die spanische Staatsbürgerschaft nach Vollendung des 14. Lebensjahres nicht aus Gründen der Wehrdienstvermeidung aufgegeben worden war. Letztere Bestimmung wurde angesichts der 2001 erfolgten Aufhebung der Wehrpflicht 2003 geändert in „unerlaubt in einem fremden Heer gedient“ oder bei der ursprünglichen Entlassung falsche Angaben gemacht haben. Während einer fünfjährigen Übergangsphase Anfang der 1990er Jahre war Wiedererwerb durch Erklärung zusätzlich erleichtert, um für gewisse Ungenauigkeiten in den alten Gesetzen bei der Anwendungen der Bestimmungen über den Verlust zu kompensieren. Diese 1997 endgültig ausgelaufene Optionsmöglichkeit wurde 2002 unbefristet wieder ins Gesetz aufgenommen.

### Standesamtliche Register
Die Reform des Personenstandsregisters im Jahr 2011 war grundlegend. Das Verzeichnis wird seitdem zentral für das ganze Land geführt. Es ist nun nicht mehr ereignis- sondern personenbezogen. Eingetragen werden auch Änderungen der Staatsangehörigkeit und der foralrechtlichen Zivilrechtszugehörigkeit (vecindad civil). Einbürgerungen werden erst dann rechtskräftig, wenn sie standesamtlich angemeldet werden.
Das Heimatrecht (vecindad civil) ist nur für die Anwendung des regional abweichenden foralen Zivilrechts (etwa des Erbrechts oder Ehegüterrechts) von Bedeutung. Der Erwerb erfordert heute normalerweise zwei Jahre Wohnsitz in der betreffenden Autonomen Gemeinschaft und die standesamtliche Eintragung auf Antrag oder zehn Jahre Wohnsitz ohne Eintragung.
Wer unrichtigerweise im Zivilregister als Spanier eingetragen war, erwirbt seit 1990 allein durch die Tatsache, dass er zehn Jahre unbeanstandet als Spanier anerkannt war, doch die Staatsbürgerschaft. Diese Regelung ist vor allem wichtig für Äquatorialguineer und Sahauris, die bei Zusammenbruch der kolonialen Verwaltung ohne Dokumente ins Land gelangten.
Statistik
Die Zahl der Einbürgerungen auf Antrag nahm ab 2005 stark zu. Zwischen 2007 und 2010 verdoppelte sie sich auf 123.000, eine Zahl sich innerhalb drei Jahren erneut verdoppelte. Dies hatte seine Ursache darin, dass die meisten der seit 1995 zahlreicher gekommenen Gastarbeiter die Wartefrist erfüllt hatten. Zwischen 60 und 70 % der Neubürger stammen aus Lateinamerika. Die einzige andere große Gruppe sind Marokkaner, von denen 2003–13 über 140.000 eingebürgert wurden. Ab 2014 fielen die Antragszahlen wieder auf unter 100.000 jährlich.

### Sonderregelungen

#### Militärangehörige
Der Ausländeranteil der 1920 gegründeten spanischen Fremdenlegion (Tercio de Extranjeros), heute Legión Española, lag nie über einem Viertel. Unter den 4304 Freiwilligen bis 1930 waren 1085 Portugiesen, 912 Deutsche und 546 Kubaner. Als der Verband 1970 in eine reine Freiwilligeneinheit umstrukturiert wurde, gestattete man ausländischen Legionären weiterhin schon nach zwei Jahren die Einbürgerung. Ab 1980 wurden nur noch Hispano-Amerikaner, ab 1986 gar keine Ausländer mehr aufgenommen. 

Seit Abschaffung der Wehrpflicht 2000 dürfen Ausländer sechs Jahre als Zeitsoldaten dienen. Sonderregeln für erleichterte Einbürgerung gibt nicht, sie sind im Dienst jedoch Spaniern gleichgestellt. Da sich nur die ohnehin privilegierten hispano-amerikanischen Nationalitäten melden dürfen, ergibt sich hieraus kein Nachteil. Zugleich gilt die Dienstzeit als äquivalent zu einem Sekundarschulabschluss, so dass die Einbürgerungsprüfungen nicht abgelegt werden müssen.

#### Auslandsspanier
Dem Verfassungsauftrag des Schutzes der Emigranten kam man 2006 mit dem Gesetz über die Staatsangehörigkeit im Ausland (Estatuto de la ciudadanía española en el exterior) nach. Dies brachte verbesserte soziale Sicherung, aber noch nicht die eigentlich geplante erleichterte Wiedereinbürgerung.

#### Gesetz zur Aufarbeitung historischen Unrechts
Das Ende 2007 verabschiedete, allgemein als Ley de Memoria Histórica bekannte Gesetz war jahrelang hart umkämpft und wurde von den Konservativen abgelehnt. Es ermöglichte u. a. Nachfahren der ersten Generation spanischer Bürgerkriegsflüchtlinge und von Mitgliedern der Internationalen Brigaden (die selbst bereits 1996 das Recht auf Einbürgerung unter Aufgabe anderer Staatsangehörigkeiten erhalten hatten) sowie den Nachkommen der zur Zeit der Franco-Diktatur bis 1955 (Spaniens Aufnahme in die UNO) aus Spanien Emigrierten Zugang zur spanischen Staatsbürgerschaft durch Registrierung. Anträge wurden ein Jahr nach Inkrafttreten für die Dauer von drei Jahren angenommen. Es gingen 503.439 Anträge ein, von denen 446.277 positiv beschieden wurden. 95 % der Begünstigten kamen aus Lateinamerika, vor allem aus Kuba und Argentinien.

#### Sondergesetze für sephardische Juden
1924
Ein Decreto Real des Premierministers Miguel Primo de Rivera vom 20. Dezember 1924 erlaubte die erleichterte Einbürgerung von Nachfahren der 1492 vertriebenen sephardische Juden. Von dieser Möglichkeit machten etwa 3000 Personen Gebrauch. Es wurde bald nach seinem Tode 1930 aufgehoben. Die Aufhebung war nicht allgemein bekannt, so dass spanische Konsuln in Ungarn, Griechenland und Ägypten noch im Zweiten Weltkrieg konsularischen Schutz für sephardische Juden aus diesen Länder gewährten.
2015
Das Sondergesetz für sephardische Juden von 2015 erlaubt diesen, wenn sie eine besondere Bindung zu Spanien (una especial vinculación ) nachweisen können und den Sprach- und Einbürgerungstest bestehen, den Erwerb der Staatsbürgerschaft ohne Aufenthaltserfordernis bei gleichzeitiger Beibehaltung einer anderen Staatsbürgerschaft. Anders als beim ähnlichen, im selben Jahr erlassenen portugiesischen Gesetz war die Antragsfrist bis zum 30. September 2019 befristet.
Zur Glaubhaftmachung der Anspruchsberechtigung konnten u. a. ein Nachname aus der amtlichen Liste, Sprachkenntnisse in Haketia oder Ladino sowie eine Bescheinigung des für den Wohnort zuständigen Oberrabbiners geltend gemacht werden. Bis März 2018 hatten 6432 Antragsteller den aufwändigen Prozess begonnen. Danach explodierten die Zahlen: Bis zum 31. August 2019 wurden 60.226 Anträge gestellt, im folgenden Monat bis zum Fristablauf am 30. September folgten gut 70.000 weitere, so dass die Gesamtzahl auf 132.226 stieg. Bis dahin waren 31.222 Gesuche positiv beschieden. Im Mai 2020 wurde die Frist für die Antragsteller für die Ablegung der Prüfungen bis Ende September 2021 verlängert.

### Flüchtlinge und illegale Arbeitsmigranten
Spanien ratifizierte das Abkommen über die Rechtsstellung der Flüchtlinge 1978 und das Übereinkommen über die Rechtsstellung der Staatenlosen 1997.
Seit etwa 1995 gab es in Spanien einen starken Zuwachs illegaler Arbeitsmigration hauptsächlich aus Nordafrika und Lateinamerika. Personen ohne Aufenthaltstitel werden seit Jahrzehnten vor allem mit schlecht bezahlten landwirtschaftlichen Helfertätigkeiten sowie in der lange Zeit boomenden spanischen Baubranche illegal beschäftigt und häufig von ihren Arbeitgebern ausgebeutet. Wirtschaftlich war der graue Arbeitsmarkt Spaniens insbesondere bis zur Wirtschaftskrise 2008 von großer Bedeutung und inoffiziell erwünscht. Um den Aufenthaltsstatus illegal Beschäftigter zu regularisieren, erging im Jahr 2000 ein erstes Gesetz, das unter bestimmten Voraussetzungen (meist der Nachweis von Aufenthaltszeiten zu bestimmten Stichtagen, Beschäftigungs- und Integrationsmöglichkeiten) eine Legalisierung des Aufenthalts trotz vorausgegangener illegaler Einreise und verbotener Arbeitsaufnahme ermöglicht. Zu den Integrationshilfen zählen auch erleichterte Einbürgerungsvoraussetzungen, etwa die auf fünf Jahre verkürzte Wartezeit für anerkannte Flüchtlinge. Zugleich war Spanien schon in den Jahren vor der Europäischen Flüchtlingskrise ab 2015 ein bedeutendes Zielland von Migranten aus Afrika, die sich in Marokko sammeln und vor allem über die nordafrikanischen Enklaven Ceuta und Melilla oder mit Booten direkt nach Spanien und damit in die Europäische Union gelangen wollen.